# 9460 McGlynn
9460 McGlynn este un asteroid din centura principală de asteroizi.

## Descriere
9460 McGlynn este un asteroid din centura principală de asteroizi. A fost descoperit pe 29 aprilie 1998 la Haleakala în cadrul programului NEAT. Asteroidul prezintă o orbită caracterizată de o semiaxă mare de 2,66 ua, o excentricitate de 0,15 și o înclinație de 13,7° în raport cu ecliptica.